# Frenzied Finance (film 1912 Selig)
Frenzied Finance è un cortometraggio muto del 1912. Il nome del regista non viene riportato nei credit del film, prodotto dalla Selig e distribuito dalla General Film insieme a un altro cortometraggio come split reel.

## Produzione
Il film fu prodotto dalla Selig Polyscope Company.

## Distribuzione
Distribuito dalla General Film Company, il film - un cortometraggio di 150 metri (split reel) - uscì nelle sale cinematografiche statunitensi il 30 agosto 1912. 
Nelle proiezioni, veniva programmato con il sistema dello split reel, accorpato in un'unica bobina con un altro cortometraggio prodotto dalla Selig, la commedia Just His Luck.